# Armata de Nord
Armata de Nord a fost o mare unitate de nivel operativ-strategic care s-a constituit în prima zi de mobilizare, la 27 august 1916, prin transformarea Corpului IV Armată întărit cu Divizia 2 Cavalerie și unitățile aflate în dispozitivul de acoperire a frontierei de pe Carpații Orientali. La intrarea în război, Armata de Nord a fost comandată de generalul de divizie Constantin Prezan. 
Armata de Nord a participat la acțiunile militare pe frontul românesc, între 14/27 august 1916 - 1/13 decembrie 1916, participând la două operații de nivel strategic din campania anului 1916: Operația ofensivă în Transilvania și Operația de apărare a trecătorilor din Munții Carpați.
La începutul lunii octombrie 1916, în compunerea armatei intră și Divizia 15 Infanterie, comandată de generalul Eremia Grigorescu, care avea să ducă, împreună cu trupe din Divizia 8 Infanterie, bătăliile vicorioase de la Oituz, din toamna anului 1916. La mijlocul lunii octombrie 1916 în compunerea armatei va intra și Brigada 7 Mixtă, resubordonată de la Armata 2 și care acționa în Munții Vrancei.
Pe măsura preluării  frontului său de către forțele rusești, marile unități din compunere au fost redislocate succesiv pe alte fronturi, începând cu Divizia 14 Infanterie, urmată de Diviziile 7 și 8 Infanterie. Divizia 15 Infanterie va rămâne pe poziție pe Valea Oituzului, intrând în compunerea Armatei 2. 
La 13 decembrie 1916 comandamentul Armatei de Nord a fost desființat, marile unități  din compunerea sa continuând să lupte în compunerea Armata 1 și Armata 2, participând la operațiile militare până la sfârșitul războiului

## Pregătiri de război

### Acoperirea frontierei

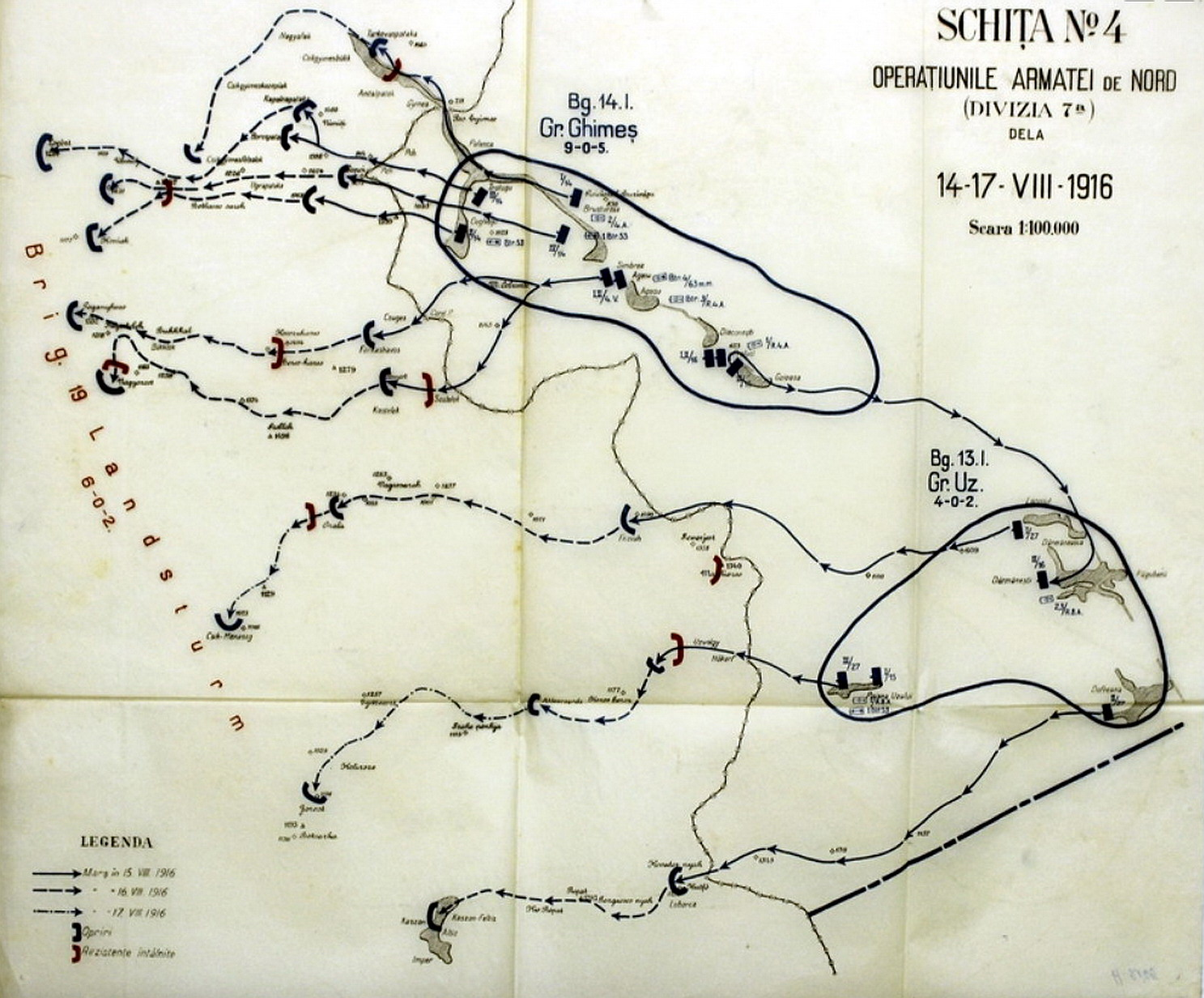
Grupurile de acoperire ale Diviziei 7 Infanterie

Având în vedere că Puterile Centrale aveau dislocate trupe la frontierele cu România încă de la izbucnirea conflictului mondial (în sud Armata 3 bulgară era concentrată din octombrie 1915), forțe ce puteau să atace din primele zile de după o eventuală intrare a României în război, a determinat comandamentul român să ia măsuri oentru înființarea unor grupuri care să asigure acoperirea frontierei, mobilizarea și concentrarea grosului forțelor, dispuse din timp de pace pe principalele direcții de acțiune. Pe frontul Armatei de Nord, au fost concentrate în dispozitivul de acoperire un număr de 38 batalioane de infanterie și 22 baterii de artilerie, cu un număr de 41.000 de militari, organizate în grupuri de acoperire, astfel::p. 107
- Grupul „Bistrița”, format din 5 batalioane de infanterie și 3 baterii de artilerie, sub comanda comandantului Regimentului 56 Infanterie, colonelul Constantin Neculcea, acționând pe un front de 65 kilometri între râul Neagra și vârful Bușmeiul Mare.
- Grupul „Bistricioara”, format din 5 batalioane de infanterie și 3 baterii de artilerie din cadrul Brigăzii 27 Infanterie, sub comanda generalului de brigadă Luca Vlădoianu, acționând pe un front de 32 kilometri în valea râului Bistricioara.
- Grupul „Bicaz”, format din 5 batalioane de infanterie și 2 baterii de artilerie, sub comanda comandantului Brigăzii 28 Infanterie, generalului de brigadă Claudian Floru Ionescu, acționând pe un front de 56 kilometri, pe văile Bicazului și Tarcăului.
- Grupul „Ghimeș”, format din 9 batalioane de infanterie și 5 baterii de artilerie (9.500 de militari), sub comanda comandantului Brigăzii 14 Infanterie, colonelul colonel Octav Boian, acționând pe un front de 56 kilometri în văile râurilor Trotuș și Sulița.
- Grupul „Uz”, format din 4 batalioane de infanterie și 2 baterii de artilerie, sub comanda comandantului Brigăzii 13 Infanterie (4.500 de militari), colonelul Petre Velicu, acționând pe un front de 28 kilometri în valea râului Uz.

### Mobilizarea
Conform planului, la declararea de mobilizării, se executau următoarele activități: constituirea comandamentului Armatei de Nord prin transformarea comandamentului Corpului IV Armată, completarea cu efective la nivelul ștatelor de război pentru unitățile active (Diviziile 7, 8 Infanterie și 2 Cavalerie precum și a Brigăzii 2 Călărași), constituirea marilor unități de rezervă Divizia 14 Infanterie și Brigada 4 Mixtă. Totalul forțelor mobilizate de Armata de Nord era de 70 batalioane de infanterie, 35 de escadroane de cavalerie și 61 bateriii de artilerie.:p. 226:p. 50 În plus, armata mai avea la dispoziție:o escadrilă aviație, un spital mobil, un detașament jandarmi pedeștri, un detașament jandarmi rurali, o secție telegrafie, o secție telegrafie fără fir și serviciile armatei.:p. 61
Completarea cu efective se făcea de la părțile sedentare ale unităților, în acest sens fiindprevăzută înființarea unei mari unități - Divizia 4 Marș, dislocată la Bacău, transformată începând cu luna octombrie 1916 în Centrul de instrucție al Armatei de Nord. În aceste unități se făcea instrucția preliminară a personalului destinat completării, înainte de a fi trimis la unitățile operative de pe front. :p. 80
Având în vedere evoluțiile de pe frontul de est în contextul ofensivei Brusilov, la 2 august 1916, Divizia 14 Infanterie și Brigada 4 Mixtă au fost aduse la efectivele de mobilizare și au fost concentrate: prima, începând din noaptea de 3/4 august, în zona Pipirig-Târgu Neamț; iar cea de a doua, începând din noaptea de 7/8 august, în zona Stejaru-Doamna (județul Neamț). Totodată a fost adusă la efective de război și Divizia 2 Cavalerie. :p. 155
Mobilizarea a fost decretată în ziua de 14 august, prima zi de mobilizare începând la ora 24, în noaptea de 14/15 august. Mobilizarea a durat; 12 ore pentru partea activă a regimentelor de roșiori; 5 zile pentru partea complementară a regimentelor de roșiori, regimentele de călărași, regimentele de infanterie și comandamente; 6 zile pentru unitățile de artilerie, trupe speciale si servicii divizionare și 10 zile pentru serviciile de etapă. Au fost  mobilizate 25 de contingente - 1892-1896, din care contingentele 1910-1916 preponderent pentru unitățile active de infanterie și cavalerie, contingentele 1898-1910 preponderent pentru unitățile de artilerie, specialități, precum și pentru unitățile de rezervă de infanterie și cavalerie, iar contingentele 1892-1898 pentru unitățile teritoriale și de miliții. :pp. 162-163

### Concentrarea

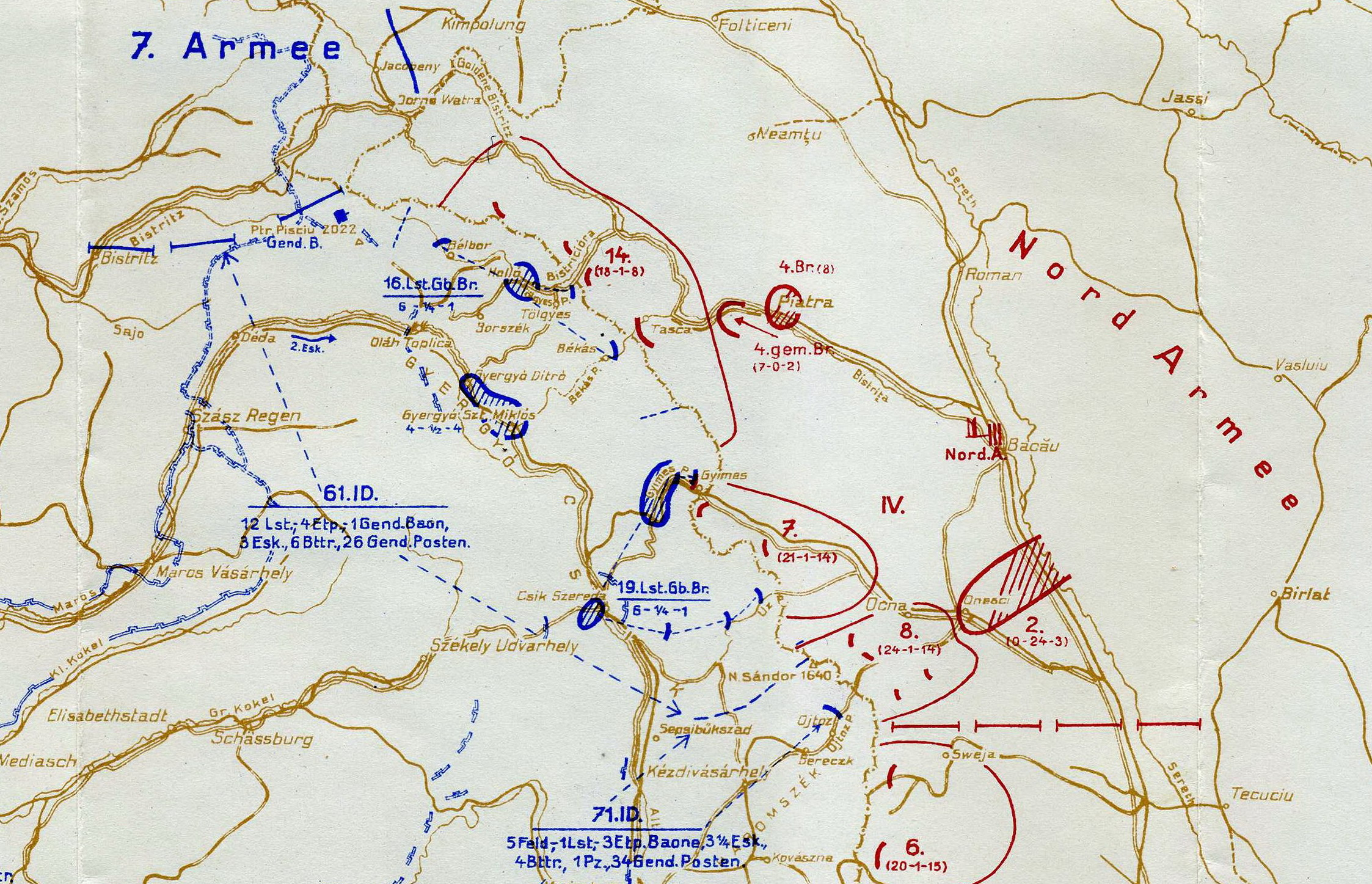
Situaţia forţelor Armatei de Nord, august 1916

Proiectul de operații prevedea ca „prima adunare a trupelor Armatelor 1, 2 și de Nord, după debarcarea lor din trenurile de transport, se va face în vecinătatea frontierei muntoase a Carpaților”. În acest sens, pentru marile unități ale Armatei de Nord au fost stabilite următoarele raioane de concentrare: Cartierul general alarmatei la Bacău; Divizia 14 Infanterie pe valea Bistriței, în zona Buhalnița-Botosu-Straja-Pângărești, cu Brigada 4 Mixtă în zona Vadurile-Bistrița;  Divizia 7 Infanterie in zona Leontinești-Moinești-Comănești-Dărmănești; Divizia 8 Infanterie pe valea Trotușului, în zona Tg. Ocna-Brătești-Trotuș; Divizia 2 Cavalerie in zona Onești-Râpele; Brigada 4 Călărași in zona Vânători sud-est Piatra Neamț. Brigada 38 Infanterie rămânea în rezerva armatei, în zona Bacău. :p. 165
Datorită evoluției situației pe front în primele zile de război, concentrarea s-a executat astfel: 
- Divizia 14 Infanterie  și Brigada 4 Mixtă, care se găseau cu unitățile de infanterie și artilerie pe zona de concentrare înainte de declararea războiului, și-au concentrat celelalte unități și serviciile în perioada 20 august/2septembrie-23 august/5 septembrie, în zona Hangu-Răpciuni-Vadurile.
- Divizia 7 Infanterie și-a concentrat restul trupelor, care nu erau în dispozitivul de acoperire, și serviciile în perioada 20 august/2septembrie-23 august/5 septembrie, în zona Dărmănești-Asău-Comănești.
- Divizia 8 Infanterie avea Brigada 15 Infanterie  în acoperire la Oituz. Cartierul diviziei, escadronul de ștafete, unitățile de geniu, un divizion din Regimentul 12 Artilerie au fost concentrate până la 22 august/4 septembrie în valea Oituzului, în zona Grozești-Bogdănesti-Hârja. Pentru restul unităților, care trebuiau concentrate în zona Târgu Ocna, s-au modificat transporturile de concentrare, aducând, până la 23 august/5 septembrie: Brigăzii 16 Infanterie la Ghimeș, Brigăzii 37 Infanterie la Piatra Neamț, Regimentul 17 Artilerie și celelalte trupe și servicii în zona Piatra Neamț-Bicaz-Hangu. De la 24 august/6 septembrie, Divizia 8 Infanterie, constituită din Brigada 16 si 37 Infanterie, Divizioanele 11 și 12 Artilerie, Regimentul 17 Artilerie și celelalte trupe și servicii, care nu intrau în compunerea Grupului de acoperire Oituz, a trecut frontiera sub protecția Diviziei 14 Infanterie, și a executat concentrarea în zona Bicaz-Giorgio Ditrău-Tulgheș.
- Brigada 4 Mixtă se concentrează, între 20 august/2septembrie-21 august/3 septembrie, în zona Vadurile-Pângărești-Stejarul.
- Divizia 2 Cavalerie s-a concentrat, între 16/29 august-17/30 august în zona Onești-Cașin-Răcăuți. [4]:p. 167

## Planul de operații
În prima etapă a ofensivei, Armata de Nord trebuia să realizeze în 8 zile o pătrundere de 60-100 km până la aliniamentul Deda, Reghin, ceea ce corespundea unui ritm mediu de înaintare cuprins între 7 și 12 km pe zi. În următoarele 4 zile (între a 25-a și a 29-a zi de la mobilizare), Armata de Nord trebuia să ajungă pe aliniamentul Cluj, Gherla, Dej, ceea ce însemna să acopere distanțe cuprinse între 50 și 70 km, ritmul mediu de ofensivă fiind stabilit la 13-17 km pe zi. În ultima etapă a ofensivei, Armatele 2 și de Nord, constituite într-un singur grup operativ, trebuiau să străbată, în 10 zile, până la Oradea și Debrețin, distanțe cuprinse între 170 și 245 km, într-un ritm mediu 17 pînă la 24 km pe zi. :p. 2216

## Participarea la operații - campania anului 1916

### Ofensiva în Transilvania
În baza Directivei operative nr. 1 și a Ordinului Marelui Stat Major nr. 2768 din 13/26 august 1916, Armata de Nord, cu un efectiv inițial de 41.000 de militari (107.948 de oameni la terminarea mobilizării), a trecut la ofensivă pe un front cu o dezvoltare de circa 270 km, între văile Bistriței și Cașinului, având misiunea de a nimici rezistența inamicului și a ajunge cât mai rapid în văile superioare ale Mureșului și Oltului, creându-și condiții favorabile pentru dezvoltarea ofensivei spre vest și stabilirea legăturilor cu Armata 9 rusă.:p. 277:pp 243-245
În vederea trecerii la ofensivă, Armata de Nord a constituit un dispozitiv de luptă cu  cele trei divizii de infanterie (Diviziile 7,  8 și 14  Infanterie) în primul eșalon și cele două mari unități de cavalerie (Divizia 2 Cavalerie și Brigada 4 Călărași) în rezerva armatei. La rândul lor, diviziile de infanterie și-au organizat forțele pe șase „grupuri de acoperire”, denumite după numele trecătorii în care acționau.:pp 184-185
Forțele inamice aflate în fața Armatei de Nord erau Divizia 61 Lanstrum austro-ungară (17 batalioane de infanterie, 3 escadroane de cavalerie și 9 baterii de artilerie) dispusă în fața grupurilor de acoperire ale Divizie 14 Infanterie, Brigada 19 Landstrum (6 batalioane de infanterie și 2 baterii de artilerie) dispusă în fața grupurilor de acoperire ale Divizie 7 Infanterie și 1 batalion din Divizia 71 Infanterie austro-ungară, în valea Oituzului.:p. 184
Raportul de forțe era unul net favorabil părții române::p. 278
|                          | Armata de Nord | Armata 1 austro‑ungară | Raportul de forțe |
| ------------------------ | -------------- | ---------------------- | ----------------- |
| Batalioane de infanterie | 70             | 17                     | 4,1/1             |
| Escadroane de cavalerie  | 35             | 11                     | 3,1/1             |
| Baterii artilerie        | 42             | 10                     | 4,2/1             |
| Mitraliere               | 68             | 8                      | 8,5/1             |

#### Etapa I(27 august -2 septembrie 1916)
În prima etapă a ofensivei au acționat grupurile de acoperire, misiunea lor principală fiind de a asigura deschiderea trecătorilor din Carpații Orientali și crearea condițiilor favorabile pentru afluirea și concentrarea grosului forțelor armatei. Efectivele aflate la dispoziția Armatei de Nord au fost în această etapă au fost de 41.000 de militari, reprezentând 38% din prevederile de război (107.948 militari).
Divizia 14 Infanterie (comandant – general de brigadă Paraschiv Vasilescu), cu un efectiv de 16.000 de militari grupați în 15 batalioane de infanterie și 8 baterii de artilerie, a organizat trei grupuri de acoperire: * Grupul „Bistrița”, format din 5 batalioane de infanterie și 3 baterii de artilerie, * Grupul „Bistricioara”, format din 5 batalioane de infanterie și 3 baterii de artilerie și * Grupul „Bicaz”, format din 5 batalioane de infanterie și 2 baterii de artilerie.
Până la data de 2 septembrie 1916,  grupurile de acoperire ale Divizie 14 Infanterie au deschis trecătorile omonime  atingând aliniamentul: vârful Călimănel – Bilbor – imediat vest Borsec – confluența valea Putnei cu Putna Puturoasă. :p. 107
În același timp, a început deplasarea grosului forțelor diviziei din raionul  de concentrare de pe valea Bistriței spre zona acțiunilor de luptă.:p. 238:p. 156
Divizia 7 Infanterie (comandant – general de brigadă Ioan Istrate), cu un efectiv de 14.000 de militari grupați în 13 batalioane de infanterie și 7 baterii de artilerie, a organizat două grupuri de acoperire: *Grupul „Ghimeș”, format din 9 batalioane de infanterie și 5 baterii de artilerie și * Grupul „Uz”, format din 4 batalioane de infanterie și 2 baterii de artilerie.:p. 107
La sfârșitul etapei, Divizia 7 Infanterie a reușit deschiderea trecătorilor ajungând cu grupurile de acoperire  pe aliniamentul gara Ghimeș – pantele estice ale munților Nemira.:p. 238:pp 264-265
Divizia 8 Infanterie (comandant – general de brigadă Ioan Pătrașcu), cu un efectiv de 11.000 de militari grupați în 10 batalioane de infanterie și 7 baterii de artilerie, a organizat un singur grup de acoperire, grupul „Ghimeș”.:p. 107
Forțele Diviziei 8 Infanterie au eliberat orașul Târgu Secuiesc, la 30 august 1916, iar până la 2 septembrie au deschis trecătorile pătrunzând în depresiunea Târgu Secuiesc.:p. 238:p. 266
Divizia 2 Cavalerie (comandant – general de brigadă Grigore Basarabescu) concentrată inițial la Onești, s-a deplasat pe valea Oituzului, a depășit „Grupul Oituz” la 31 august 1916, primind misiunea de a ocupa depozitele inamicului din zona Târgu Secuiesc concomitent cu executarea de acțiuni de cercetare ofensivă spre Miercurea Ciuc, cu Regimentul 7 Roșiori. Regimentele 11 Roșiori și 8 Vânători au primit misiunea de a traversa Munții Bodoc pentru a pătrunde în valea Oltului. Divizia a atins la 2 septembrie 1916 aliniamentul Bixad – Sfântu Gheorghe – Moacșa.:p. 266

#### Etapa II(3 - 10 septembrie 1916)
Obiectivul principal al Armatei de Nord în această etapă l-a constituit ocuparea depresiunile din estul Transilvaniei. Ca urmare a dislocării pe frontul românesc de noi unități austro-ungare, raportul de forțe între forțele române și austro-ungare s-a micșorat, în special la artilerie și mitraliere.:p. 285
|                          | Armata de Nord | Armata 1 austro‑ungară | Raportul de forțe |
| ------------------------ | -------------- | ---------------------- | ----------------- |
| Batalioane de infanterie | 70             | 29-35                  | 2,4–2/1           |
| Escadroane de cavalerie  | 35             | 13-15                  | 2,6–2,3/1         |
| Baterii artilerie        | 48             | 34–41                  | 1,6–1,2/1         |
| Mitraliere               | 68             | 91–104                 | 0,7-0,6/1         |

După o scurtă pauză operativă necesară introducerii în dispozitivul de luptă a unităților nou sosite pe front, Armata de Nord a reluat acțiunile ofensive, la 3 septembrie 1916.
Divizia 14 Infanterie cu forțele principale a atacat prin trecătoarea Toplița – Deda, eliberând orașul Toplița la 7 septembrie și pătrunzând în depresiunea Giurgeului. Divizia și-a continuat înaintarea traversând versantul estic al Munților Giurgeu atingând la sfârșitul etapei pe aliniamentul Dealul Negri (sud-vest Vatra Dornei) – înălțimea Gropșoara (cota 1.684 m) – vârful Curmătura (cota 1.386 m).:p. 402
Divizia 8 Infanterie, după terminarea concentrării grosului forțelor, a intrat în dispozitivul de luptă al armatei între Diviziile 14 și 7 Infanterie, acționând cu Brigada 37 Infanterie pe direcția Remetea – vârful Bătrâna (1.637 m), iar cu Brigada 16 Infanterie pe direcția Gheorghieni – Joseni – Praid,  eliberând la 7 septembrie orașul Gheorghieni.:p. 156
Brigada 15 Infanterie, care alcătuise „Grupul de acoperire Ghimeș”, a ocupat flancul sudic al dispozitivului de luptă al diviziei, asigurând joncțiunea cu forțele Diviziei 7 Infanterie. După participarea la acțiunea de ocuparea a orașului Miercurea Ciuc, a continuat înaintarea forțând Oltul în două sectoare, la Sântimbru și Sânsimion pătrunzând pe pantele estice ale Munților Harghita. În urma pierderilor suferite în aceste acțiuni militare, Brigada 15 Infanterie a fost retrasă de pe front și trecută în refacere în rezerva Armatei de Nord.:p. 284
La sfârșitul etapei, Divizia 8 Infanterie a ajuns pe aliniamentul pârâul Casva – Cașva – Ibănești – Praid. 
Divizia 7 infanterie după ce a atins cu o parte a forțelor malul stâng al Oltului, pe aliniamentul Sândominic– Mădăraș – Delnița, a ocupat orașul Miercurea Ciuc la 8 septembrie 1916, printr-o acțiune de dublă învăluire executată cu forțele Brigăzii 13 Infanterie din subordine și ale Brigăzii 15 Infanterie, din compunerea Diviziei 8 Infanterie.
La sfârșitul etapei, Divizia 7 Infanterie atinsese aliniamentul : Sândominic – 4 km vest Miercurea Ciuc – intrarea în trecătoarea Ciba-Vlăhița.:p. 402
Divizia 2 Cavalerie, a înlocuit parțial Brigda 15 Infanterie pe front, forțând Oltul  și angajând lupte pe pantele Munților Harghita, atingând la sfârșitul etapei aliniamentul: muntele Cucului(1.558 m) – vârful Olișca Mare (1.374 m) – imediat vest Bixad.
În scopul asigurării flancului drept al Armatei de Nord, a fost constituit, la 10 septembrie, Detașamentul „Colonel Constantin Colori”, format din Regimentul 85 Infanterie și trei baterii de artilerie, cu misiunea de a interzice eventualele încercări de pătrundere a inamicului spre Bilbor și Broșteni.:pp 255-256
Din cauza evoluțiilor de pe frontul de sud, la 8 septembrie, Marele Cartier General a transmis Armatei de Nord ordinul să treacă la apărare pe aliniamentul atins. Au continuat însă să mai fie desfășurate o serie de acțiuni locale în vederea rectificării frontului, până la 10 septembrie. La această dată, Armata de Nord, își  îndeplinise misiunea de a ieși cu forțele principale în Podișul Transilvaniei. La sfârșitul etapei, forțele Armatei de Nord ocupau aliniamentul: Toplița – vârful Bătrâna (1.634 m) – Bucin – muntele Cucului – imediat vest Bixad.

#### Etapa III(11 - 26 septembrie 1916)

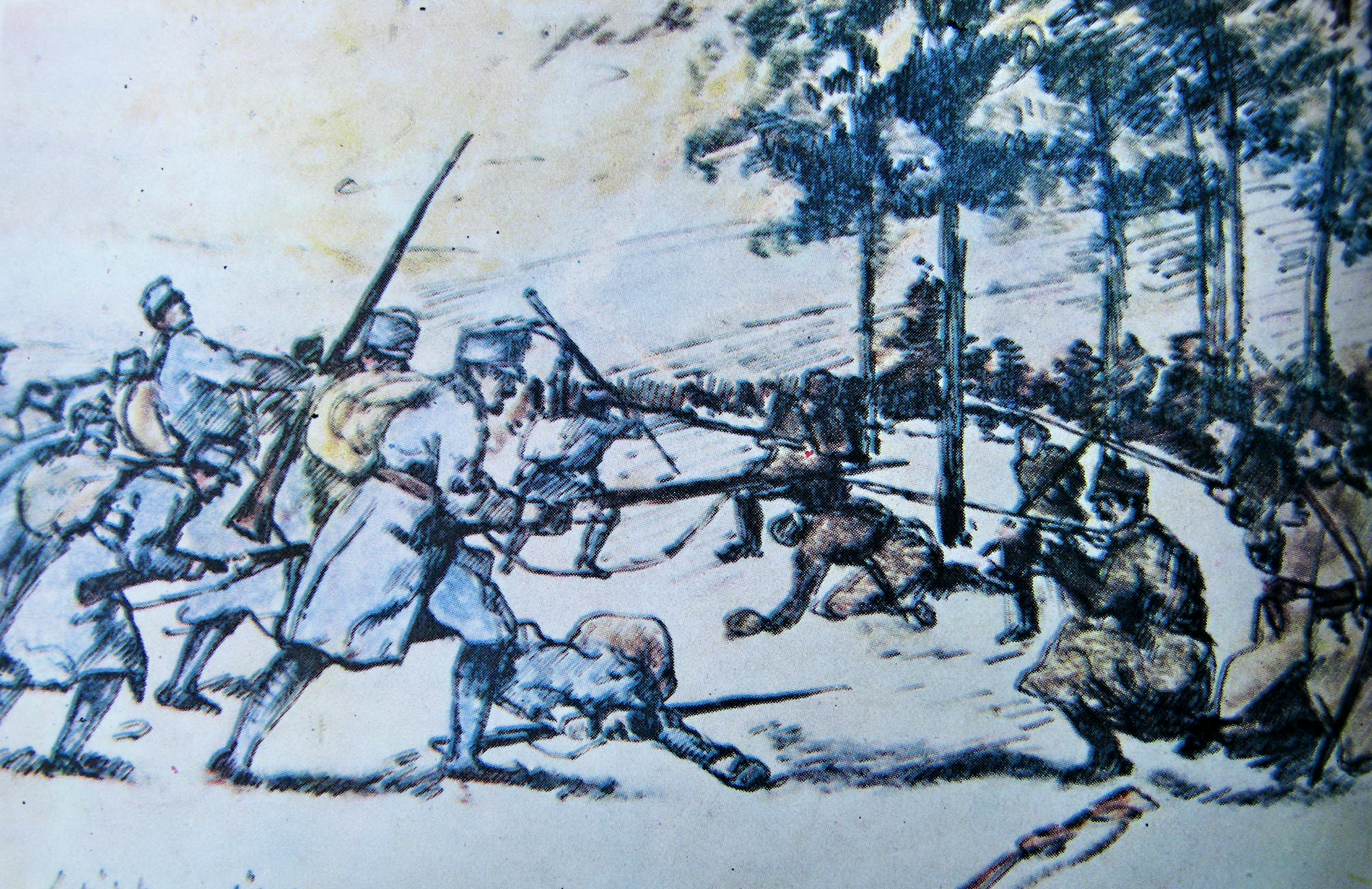
Respingerea unui atac austro-ungar, desen de I. Bughardt

Obiectivele principale ale operațiilor Armatei de Nord au fost realizarea și menținerea joncțiunii cu Armata 9 rusă la flancul drept, respectiv Armata 2 la flancul stâng, concomitent cu continuarea înaintării forțelor din flancul stâng în vederea scurtării și rectificării frontului.
Forțele inamice erau reprezentate de Divizia 61 austro‑ungară și Brigada 1 Husari (Landsturm), ocupând aliniamentul: vârful Pietrosul (2.100 m) - Lunca Bradului – 12 km est Praid - imediat est Vlăhița - Sânpaul (în valea Homorodul Mare).:p. 403
Divizia 14 Infanterie și-a reorganizat la 10 septembrie 1916 forțele în două grupuri „Detașamentul Colonel Colori” și „Detașamentul Căliman” cu misiunea asigurării flancului drept al armatei, interzicerii acțiunilor inamicului dinspre Bilbor și Toplița și izgonirea forțelor inamice de pe dealul Negri și vârful Pietrosul. Ca urmare a finalizării cu succes a acestor operații, forțele diviziei au atins aliniamentul: Răstolița – pantele vestice ale munților Gurghiu.:pp 357-364
Divizia 8 Infanterie a respins inamicul pe tot frontul, atingând la 19 septembrie aliniamentul Ibănești – imediat est Sovata – Praid.:p. 369
Divizia 7 Infanterie, a ocupat localitățile Vlăhița și Odorhei la 18 septembrie, realizând joncțiunea cu forțele Armatei 2 în zona localității Merești.
Divizia 2 Cavalerie s‑a regrupat în zona Miercurea Ciuc, Jigodin, Leliceni, în vederea asigurării flancului stâng al armatei.:p. 376
Operația ofensivă a Armatei de Nord, a reprezentat una din puținele reușite militare ale Armatei României în campania anului 1916. La sfârșitul operației ofensive cu o durată de circa o lună de zile (27  august - 1 octombrie)  Armata de Nord și-a îndeplinit în totalitate misiunea primită prin planul de operații, atingând aliniamentul: Vatra Dornei - imediat est Răstolița - pantele vestice ale munților Gurghiu - imediat est Sovata - Praid - inclusiv orașul Odorhei.:p. 404

### Operația de apărare a trecătorilor din Carpații Orientali

#### Retragerea pe frontieră
La 1 octombrie 1916 ofensiva Armatei de Nord este oprită definitiv, Marele Cartier General transmițând la 9 octombrie 1916 un nou ordin de operații care prevedea că aceasta: „va menține pozițiile sale actuale, atât timp cât nu va fi atacată de forțe mult superioare. În fața atacurilor unor forțe numeroase se va retrage treptat pe frontieră, cu misiunea de a apăra teritoriul național, în regiunea cuprinsă între Valea Bistriței și Valea Cașinului”.:p. 319 Sub presiunea evenimentelor și datorită erorilor înaltului comandament român, retragerea avea să se materializeze extrem de repede. După cum arăta uletrior, malițios și subiectiv, dar pe fond corect generalul Gheorghe Dabija:
„Se străbate în înaintare 130 km în timp  de 23 de zile iar aceeași distanță se străbate în retragere în timp de 6 zile. Armata de Nord a stabilit în istoria militară un record de încetineală la înaintare și de iuțeală la retragere”.:p. 327
Trebuie spus însă, că atât înaintarea cât și retragerea s-au executat conform ordinelor Marelui Cartier General, căruia îi revine principala responsabilitate pentru amploarea și durata operațiilor ordonate. 
„Surprinsă în mijlocul succeselor sale de evenimentele nenorocite petrecute pe alte fronturi, Armata de Nord fu nevoită să-și plece capul în fața neînduplecate-i soarte. [...] La 4 octombrie, în plină victorie, ea trebui să-și suspende înnaintarea și să înceapă retragerea. [...] Soldații Armatelor a II-a și de Nord române, victorioși cu brațul, erau înfrânți cu sufletul. Turtucaia și Sibiul dădeau roade”.:p. 387
La 12 octombrie 1916 dispozitivul de luptă al armatei era practic stabilizat pe aliniamentul vechii frontiere de stat, cu Diviziile 14 și 7 Infanterie și 2 Cavalerie în primul eșalon și Divizia 8 Infanterie în rezerva armatei. Începând cu 12 octombrie 1916 au început să sosească de pe frontul din Dobrogea forțele Diviziei 15 Infanterie, care trebuiau să ocupe dispozitivul Diviziei 2 Cavalerie, la flancul stâng al armatei.:pp 397-398

#### Prima Bătălie de la Oituz
Atitudinea eroică a Armatei de Nord în zilele grele ale retragerii din noiembrie 1916 avea să fie elogiată și dată ca exemplu de regele Ferdinand comandanților celorlalte armate, care începuseră să manifeste o atitudine defetistă și resemnată.
„În situația actuală nu admit să se vorbească de retragere. Trebuie ca toată lumea, începând cu generalul comandant de armată să desfășoare o energie extremă [...] Orice defecțiune, orice idee de retragere nemotivată de presiunea reală a inamicului, trebuie reprimată imediat cu pedepse capitale.

Armata de Nord, într-o situație dificilă și în fața atacurilor unor forțe superioare, a contraatacat admirabil, 10 zile de-a rândul și a reușit să izgonească pe inamic peste frontieră. Aștept același lucru și de la celelalte armate.:p. 145”—Regele Ferdinand I, Ordinul Comandamentului de Căpetenie nr. 2262 din 11 octombrie 1916

### Redislocarea unităților pe alte fronturi
Începând cu a doua jumătate a lunii octombrie 1916, încep să sosească pe frontul din Moldova primele unități ruse, cu misiunea de a le înlocui pe cele române. În noaptea de 15/16 octombrie Divizia 14 Infanterie este înlocuită de Corpul 36 Armată rus. Aceasta, împreună cu o brigadă din Divizia 2 Cavalerie erau planificate să intre în compunerea rezervei Marelui Cartier General. La 1 noiembrie 1916, și Divizia 8 Infanterie - aflată în rezerva Armatei de Nord - este pusă la rândul său la Dispoziția Marelui Cartier General. Astfel, la 1 noiembrie 1916, Armata de Nord mai avea doar două divizii în primul eșalon -  Diviziile 7 și 15 Infanterie - și o brigadă de cavalerie în rezerva armatei.:p. 443:p. 153
Sub conducerea generalului Prezan, Armata de Nord a luptat disciplinat și eficient, atât pe timpul operației ofensive în Transilvania (27 august - 26 septembrie 1916), cât mai ales pe timpul retragerii pe linia frontierei de stat (septembrie-noiembrie 1916). Trebuie menționat că Armata de Nord a fost singura care a atins și menținut aliniamentul fixat prin planul de operații (Vatra Dornei – Răstolița – pantele vestice ale munților Gurghiului – Sovata – Praid – Odorhei), realizând o scurtare cu peste 120 de kilometri a lungimii frontului.:p. 278

## Ordinea de bătaie la mobilizare

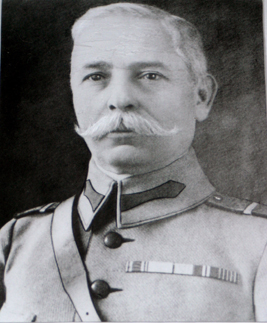
Generalul Constantin Christescu, comandantul Armatei de Nord

La declararea mobilizării, la 27 august 1916, Armata de Nord avea următoarea ordine de bătaie:

Armata de Nord
- comandant: general de divizie adjutant Constantin Prezan
- șef de stat major: colonel Iacob Zadik
- Cartierul General al Armatei de Nord
- Divizia 7 Infanterie

- comandant: general de brigadă Ioan Istrate
- șef de stat major: locotenent-colonel Nicolae Samsonovici
- Regimentul 3 Vânători - comandant: locotenent-colonel Dumitru Gherculescu
- Brigada 13 Infanterie - comandant: colonelul Petre Velicu

- Regimentul Războieni No. 15 - comandant: locotenent-colonel Teodor Pirici
- Regimentul Bacău No. 27 - comandant: locotenent-colonel Gabriel Niculescu

- Brigada 14 Infanterie - comandant: colonel Octav Boian

- Regimentul Roman No. 14 - comandant: locotenent-colonel Damian Petcu
- Regimentul Suceava No. 16 - comandant: colonel Gheorghe Stambulescu

- Brigada 37 Infanterie - comandant: general de brigadă Constantin Petala

- Regimentul 69 Infanterie - comandant: locotenent-colonel Nicolae Pipirescu
- Regimentul 77 Infanterie - comandant: locotenent-colonel Ioachim Cosmiță

- Brigada 7 Artilerie - comandant: colonel Teodor Petrescu

- Regimentul 4 Artilerie - comandant: colonel Carol Tulea
- Regimentul 8 Artilerie - comandant: colonel Dumitru Cardaș

- Divizia 8 Infanterie

- comandant: generalul de brigadă Ioan Pătrașcu
- șef de stat major: locotenent-colonel Nicolae Popescu
- Regimentul 8 Vânători - comandant: locotenent-colonel Alexandru Gorsky
- Brigada 15 Infanterie - comandant: generalul de brigadă Nicolae Petala

- Regimentul Ștefan cel Mare No.13 - comandant: colonel Gheorghe Liciu
- Regimentul Regimentul 7 Racova No. 25 - comandant: colonel Vasile Piperescu

- Brigada 16 Infanterie - comandant: colonel Grigore Bunescu

- Regimentul 8 Dragoș No. 29 - comandant: locotenent-colonel Ioan Pascu
- Regimentul Alexandru cel Bun No. 37 - comandant: colonel Aristide Lecca

- Brigada 38 Infanterie - comandant: colonel Nicolae Rujinschi

- Regimentul 53 Infanterie - comandant: colonel Ernest Broșteanu
- Regimentul 65 Infanterie - comandant: locotenent-colonel Nicolae Mihăilescu

- Brigada 8 Artilerie - comandant: colonel Gheorghe Mironescu

- Regimentul 12 Artilerie - comandant: colonel Ioan Nisipeanu
- Regimentul 17 Artilerie - comandant: colonel Nicolae Buzetescu

- Divizia 14 Infanterie

- comandant: generalul de brigadă Paraschiv Vasilescu
- șef de stat major: locotenent-colonel Teodor Rădulescu
- Brigada 27 Infanterie - comandant: general de brigadă Luca Vlădoianu

- Regimentul 55 Infanterie - comandant: locotenent-colonel Alexandru Calmuschi
- Regimentul 67 Infanterie - comandant: locotenent-colonel Anton Gherescu

- Brigada 28 Infanterie - comandant: generalul de brigadă Claudian Fl. Ionescu

- Regimentul 54 Infanterie - comandant: locotenent-colonel Ștefan Vasiliu
- Regimentul 56 Infanterie - comandant: colonel Constantin Neculcea

- Brigada 4 Mixtă - comandant: colonel Dumitru Colori
- Regimentul 24 Artilerie - comandant: colonel Emil Sachelaride

- Divizia 2 Cavalerie - comandant: general de brigadă Grigore Basarabescu

- Brigada 4 Roșiori - comandant: general de brigadă Nicolae Botea

- Regimentul 6 Roșiori - comandant: colonel Gheorghe Rusescu
- Regimentul 10 Roșiori - comandant: locotenent-colonel Constantin Neagu

- Brigada 5 Roșiori - comandant: general de brigadă Nicolae Sinescu

- Regimentul 2 Roșiori - comandant: colonel Gheorghe Naumescu
- Regimentul 3 Roșiori - comandant: colonel Aristomen Steriade

- Brigada 5 Roșiori - comandant: general de brigadă Petre Greceanu

- Regimentul 7 Roșiori - comandant: locotenent-colonel Constantin Cătuneanu
- Regimentul 8 Roșiori - comandant: colonel Teodor Herescu

- Brigada 4 Călărași - comandant: colonel Arion Brown (Broon)

- Regimentul 7 Călărași - comandant: colonel Dumitru Gaicu
- Regimentul 8 Călărași - comandant: colonel Alexandru Constantinidi

- Serviciile Armatei de Nord

## Comandanți
Pe perioada desfășurării Primului Război Mondial, Armata de Nord a avut următorii comandanți:
- General de divizie Constantin Prezan - 27 august 1916 - 22 noiembrie 1916[13]
- General de divizie Constantin Christescu - 22 noiembrie 1916 - 13 decembrie 1916